# Julio César Strassera
Julio César Strassera (Buenos Aires, 18 settembre 1933 – Buenos Aires, 27 febbraio 2015) è stato un avvocato e giurista argentino.
Fu procuratore capo durante lo storico processo alla Giunta Militare Argentina del 1985.

## Biografia
Dopo aver frequentato il prestigioso Colegio San José, Strassera si iscrisse all'Università di Buenos Aires, dove conseguì il dottorato in giurisprudenza nel 1963.
Fu nominato cancelliere di tribunale nel 1976.

### Gli anni della guerra sporca
Fu nominato pubblico ministero poco dopo il colpo di Stato militare del 1976 e nel 1981 fu nominato procuratore federale.
Il suo mandato come procuratore federale coincise con l'apice della guerra sporca. In questo periodo si occupò di un gran numero di inchieste sull'Habeas corpus sollecitato da amici e familiari di prigionieri politici. La maggior parte di questi casi non furono archiviati. Alcuni di essi riguardavano l'ex governatore di Santa Cruz Jorge Cepernic, che era stato arrestato in seguito al colpo di Stato e la cui proprietà era stata sequestrata senza un giusto processo, e Lidia Papaleo, che aveva sequestrato sotto costrizione gran parte del materiale prodotto dalla Papel Prensa in seguito alla morte di suo marito, il finanziere David Graiver. Strassera fu criticato per aver indagato sui possibili legami tra il defunto banchiere e l'organizzazione di guerriglia Montoneros e per aver chiesto una condanna a cinque anni di reclusione per la vedova. La sua mozione e l'appello in tal senso tuttavia furono entrambi respinti.
Un'altra controversa mozione presentata da Strassera in qualità di pubblico ministero riguardò il massacro della Chiesa di San Patricio del 4 luglio 1976, quando riuscì a far cadere il presidente. Strassera fu nominato giudice del tribunale penale nel 1981, nomina che considerava una retrocessione poiché sarebbe stato relegato a "condannare i ladri di polli".

### Processo alla Giunta Militare Argentina
Nel 1983 Strassera fu nominato procuratore della Corte federale d'appello penale e correzionale, in seguito all'elezione del presidente Raúl Ricardo Alfonsín, il quale aveva deciso di far processare i membri di spicco della dittatura militare da una corte d'appello civile.
Strassera, come pubblico ministero del processo fu affiancato dal procuratore aggiunto Luis Moreno-Ocampo, che all'epoca lavorava come avvocato nel dipartimento del procuratore generale. Entrambi avevano lavorato presso il Ministero della Giustizia durante la dittatura. Inoltre furono gli unici due pubblici ministeri ad aver accettato l'incarico di perseguire i crimini contro l'umanità della vecchia giunta militare.
La difficoltà nel raccogliere prove e testimonianze da testimoni riluttanti e le minacce da parte dei coinvolti negli abusi e dei loro alleati contribuirono ad aumentare le pressioni in quello che fu il primo processo del genere dopo quello di Norimberga (nonché il primo condotto da un tribunale civile). L'ufficio di Strassera venne preso di mira in numerose occasioni dall'ex ministro dell'Interno durante la dittatura, il generale Albano Harguindeguy, nonché da figure di destra della stessa UCR al potere, e durante il processo stesso si registrarono 29 allarmi bomba nelle scuole di Buenos Aires, oltre a diverse esplosioni presso le installazioni governative chiave.
Le prime udienze iniziarono ufficialmente il 22 aprile 1985. Dei 709 casi presentati in tribunale da Strassera ne vennero ascoltati 280 oltre a 833 testimoni (tra i quali vi era l'ex presidente Alejandro Lanusse e lo scrittore Jorge Luis Borges). Il numero degli imputati, tuttavia, si limitò ai nove membri principali della giunta al potere dal 1976 al 1982 ed escluse i circa 600 ufficiali accusati all'epoca di abusi nei tribunali di tutto il paese.
Le ultime testimonianze furono ascoltate il 14 agosto. L'11 settembre successivo Strassera presentò le accuse contro i nove imputati, membri delle diverse giunte militari, tra cui vi erano tre ex presidenti, sostenendo che le sentenze per ciascun imputato erano dettate dal comprovato ruolo di ciascuna giunta militare nei casi ascoltati dal tribunale. Tuttavia il tribunale stabilì che la condanna sarebbe dovuta essere determinata dal ruolo di ciascun ramo delle forze armate argentine in ciascun caso, riducendo così le pene per i comandanti dell'aeronautica sotto processo.

Strassera concluse la requisitoria il 18 settembre dicendo:
I giudici condannarono all'ergastolo il generale Jorge Videla e l'ammiraglio Eduardo Massera e pene ridotte per altri tre tra le quali 17 anni al generale Viola, ma la sentenza si rivelò deludente per via delle assoluzioni di quattro imputati, dovute all'insufficienza di prove. La corte suprema nel dicembre 1986 confermò nella sostanza la sentenza.
La promulgazione nel 1986/87 della legge del punto finale e della legge dell'obbedienza dovuta interruppe la maggior parte dei procedimenti giudiziari rimanenti e i condannati furono graziati nel 1989 e nel 1990 dal nuovo presidente Carlos Menem.
Videla morì in carcere nel 2013, mentre Massera, che era stato rilasciato nel 1990, fu riarrestato nel 1998 e morì in un ospedale militare nel 2004.

### Ultimi anni
Strassera rappresentò l'Argentina presso la Commissione dei diritti umani delle Nazioni Unite e le relative organizzazioni internazionali. Dopo la grazia di Menem si dimise dai suoi incarichi di governo e si unì all'Assemblea permanente per i diritti umani, una delle principali organizzazioni non governative per i diritti umani in Argentina.
La figura di Strassera è stata oggetto di controversie in Argentina. Difese il sindaco di Buenos Aires Aníbal Ibarra durante il suo processo di impeachment del 2005 contro l'accusa di negligenza come magistrato capo della città durante l'incendio della discoteca República Cromañón. In seguito divenne un accanito oppositore del kirchnerismo nonostante i numerosi cambiamenti emanati dal presidente Néstor Kirchner che consentirono il proseguimento dei processi contro gli autori della guerra sporca che erano rimasti impuniti. Si oppose alla richiesta di estradizione contro l'ex presidente Isabel Perón (la cui autorizzazione dell'Operativo Independencia nel 1975 diede probabilmente iniziò alla guerra sporca) e insinuò che i Kirchner sostenessero i processi contro gli ufficiali incriminati per convenienza politica.
In mezzo a una serie di controversie tra la rivista Clarín e i Kirchner, uno scambio di accuse seguì la difesa di Strassera dell'affermazione del Clarín Media Group secondo cui Papel Prensa era stato acquisito legalmente dai Graivers. Il capo di gabinetto Aníbal Fernández definì le sanzioni di Strassera contro gli avvocati che avevano presentato petizioni all'Habeas Corpus durante la dittatura del 1976-83 come prova del fatto che il suo ruolo nel successivo processo alle giunte fosse solo una finzione. Strassera a sua volta affermò i Kirchner "non avevano mai fatto nulla per i diritti umani in Argentina", e che invece "si erano dedicati a fare soldi".
Strassera venne ricoverato nella Clinica San Camilo di Caballito il 16 febbraio 2015 per iperglicemia. Morì dieci giorni dopo all'età di 81 anni.

## Media
Nel film del 2022 Argentina, 1985, diretto da Santiago Mitre, Strassera è interpretato da Ricardo Darín.